# جيرارد ليون
جيرارد ليون (بالإنجليزية: Gerard Leone)‏ هو محامي أمريكي، ولد في عقد 1960.